# Platycheirus carinata
Platycheirus carinata är en tvåvingeart som först beskrevs av Charles Howard Curran 1927.  Platycheirus carinata ingår i släktet fotblomflugor, och familjen blomflugor. Inga underarter finns listade i Catalogue of Life.